# Unterseeboot 220
Le Unterseeboot 220 (ou U-220) est un sous-marin (U-Boot) allemand de type X.B utilisé par la Kriegsmarine pendant la Seconde Guerre mondiale.

## Historique
Après avoir suivi da période d'entraînement initial à Stettin au sein de la 4. Unterseebootsflottille, l'U-Boot rejoint son unité de combat à Bordeaux : la 12. Unterseebootsflottille à partir du 1er septembre 1943.
Pour sa première patrouille, il quitte Bergen en Norvège le 8 septembre 1943 pour une opération de mouillage de mines dans les eaux canadiennes. Le 9 octobre 1943, il dépose soixante-six mines SMA au large de Saint-Jean de Terre-Neuve. Cette opération provoque dix jours plus tard le naufrage de deux navires marchands. Ce sont les seuls succès de l'U-Boot.
Puis il est utilisé comme navire de ravitaillement d'autres U-Boote, leur fournissant des torpilles, du gazole et de la nourriture.
Alors que l'U-220 croise dans l'Atlantique nord avec l'U-256, il est coulé le 28 octobre 1943 à la position géographique de 48° 53′ N, 33° 30′ O par des charges de profondeur lancées par deux avions Grumman : un TBF Avenger et un F4F Wildcat, du porte-avions d'escorte américain USS Block Island. Quant à l'U-256, sérieusement endommagé, il s'échappe.
Les cinquante-six hommes d'équipage meurent dans cette attaque.

## Affectations successives
- 4. Unterseebootsflottille du 27 mars 1943 au 31 août 1943
- 12. Unterseebootsflottille du 1er septembre 1943 au 28 octobre 1943

## Commandement
- Oberleutnant zur See Bruno Barber du 27 mars 1943 au 28 octobre 1943

## Patrouilles
|       | Commandant         | Départ           | Départ | Arrivée         | Arrivée | Jours    | Succès  |
| ----- | ------------------ | ---------------- | ------ | --------------- | ------- | -------- | ------- |
|       | Oblt. Bruno Barber | 26 août 1943     | Kiel   | 29 août 1943    | Bergen  | 4 jours  |         |
| 1     | Oblt. Bruno Barber | 8 septembre 1943 | Bergen | 28 octobre 1943 | Coulé   | 51 jours | 7 199   |
| Total | Total              | Total            | Total  | Total           | Total   | 55 jours | 7 199 t |

Note : Oblt. = Oberleutnat zur See

## Navires coulés
L'Unterseeboot 220 a coulé, à la suite d'un mouillage de mines, deux navires marchands pour un total de 7 199 tonneaux au cours de l'unique patrouille (51 jours en mer) qu'il effectua.
| Date            | Nom      | Nationalité | Tonnage (GRT) | Fait         |
| --------------- | -------- | ----------- | ------------- | ------------ |
| 19 octobre 1943 | Delisle  | USA         | 3 478         | Coulé (Mine) |
| 19 octobre 1943 | Penolver | Royaume-Uni | 3 721         | Coulé (Mine) |

### Sources
- (en) Cet article est partiellement ou en totalité issu de l’article de Wikipédia en anglais intitulé « German submarine U-220 » (voir la liste des auteurs).